# Geotrigona subterranea
Geotrigona subterranea är en biart som först beskrevs av Heinrich Friese 1901.  Geotrigona subterranea ingår i släktet Geotrigona och familjen långtungebin. Inga underarter finns listade i Catalogue of Life.